# Germano Pellizzari
Germano Pellizzari (Padova, 4 giugno 1900 – Roma, 26 novembre 1951) è stato un militare italiano, insignito della medaglia d'oro al valor militare a vivente nel corso della guerra d'Etiopia.

## Biografia
Nacque a Padova il 4 giugno 1900, figlio di Arrigo e Lucia Naglos. Figlio di un colonnello dell'arma di artiglieria, nel novembre 1917, all'età di diciassette anni, si arruolò volontario nel Regio Esercito, venendo assegnato al 6º Reggimento bersaglieri. Ammesso a frequentare il corso allievi ufficiali di complemento alla Regia Accademia Militare di fanteria e Cavalleria di Modena, fu nominato aspirante nell'agosto 1918 e sottotenente di complemento il 3 ottobre successivo, assegnato al 2º Reggimento "Granatieri di Sardegna". Posto in congedo nel gennaio 1919, si stabilì a Genova, frequentando la facoltà di giurisprudenza presso la locale Università. Partecipò alla spedizione di Fiume, condotta da Gabriele D'Annunzio, dal settembre 1919 al gennaio 1921. Nel gennaio 1924 fu richiamato in servizio a domanda e, destinato ai reparti meharisti della Tripolitania, partecipò alle operazioni per la riconquista della colonia, riportando una ferita nel combattimento di Tagrif. Decorato con una croce di guerra al valor militare nel 1928, una medaglia d'argento al valor militare nel 1929, ed entrato in servizio permanente effettivo per merito di guerra, nel 1931, con il grado di tenente, fu trasferito al Regio corpo truppe coloniali d'Eritrea, ritornando l'anno dopo in Cirenaica in servizio presso il III Battaglione eritreo; nel febbraio 1935, in vista dell'approssimarsi della guerra contro l'Impero d'Etiopia, venne trasferito al Regio corpo truppe coloniali della Somalia italiana. Durante la guerra d'Etiopia fu promosso capitano per meriti di guerra e incaricato di costituire con elementi Amhara una banda irregolare, denominata Banda indigena "Pellizzari"; si distinse particolarmente nelle operazioni di guerra che condussero alla cattura di Ras Destà Damtù. Rimpatriato nell'aprile 1937 in seguito a ferite alla gamba sinistra per le quali dovette successivamente subire l'amputazione dell'arto, fu insignito della medaglia d'oro al valor militare a vivente e nel 1938 fu collocato a riposo ed iscritto nel R.O. (Ruolo d'Onore). Nel corso della seconda guerra mondiale venne richiamato in servizio a domanda ed assegnato alla 101ª Divisione motorizzata "Trieste", con cui combatté sul fronte occidentale e poi sul fronte greco-albanese in qualità di ufficiale addetto alla sezione operazioni e informazioni. Rimpatriato nell’aprile 1941, nell'agosto successivo ripartì in missione speciale per l'Africa Settentrionale Italiana, in servizio presso la 102ª Divisione motorizzata "Trento". Nel febbraio 1942 rientrò in patria per malattia e, promosso maggiore, fu trasferito in servizio presso la 15ª Divisione fanteria "Bergamo". Collocato in congedo assoluto nel marzo 1942, si stabilì a Bari, avviando un'attività di concessionario dell'Agip. Si spense a Roma il 26 novembre 1951.

### Fonti
1. 1 2 3 4 5 6 7 8 9 10 11 12 13 14  Combattenti Liberazione.
2. 1 2  Gruppo Medaglie d'Oro al Valor Militare 1965, p. 209.
3. ↑   Medaglia d'oro al valor militare Pellizzari, Germano, su quirinale.it, Quirinale. URL consultato l'11 luglio 2021.
4. ↑  Supplemento ordinario della Gazzetta Ufficiale del Regno d'Italia n.28 del 3 febbraio 1940, pag.19.
5. ↑  Registrato alla corte dei conti lì 3 aprile 1942, registro 11, foglio 315.